# بخش سارگاتسکی
بخش سارگاتسکی (به لاتین: Sargatsky District) یک منطقهٔ مسکونی در روسیه است که در استان اومسک واقع شده‌است.